# Romane Bohringer
Pour les articles homonymes, voir Bohringer.
Romane Bohringer, née le 14 août 1973 à Pont-Sainte-Maxence (Oise), est une actrice française. Elle est la fille de Richard Bohringer.

## Biographie

### Enfance et débuts
Romane Bohringer naît le 14 août 1973 à Pont-Sainte-Maxence, dans l'Oise. Sa mère — Marguerite Bourry, dite Maggy Bohringer, née à Saïgon d'un père corse et d'une mère vietnamienne — abandonne le foyer lorsqu’elle a neuf mois : Romane grandit à Deuil-la-Barre avec son père Richard, qu'elle accompagne sur les plateaux de tournage. Son grand-père paternel, originaire de la région Bade-Wurtemberg, était officier dans la Wehrmacht, pendant la Seconde Guerre mondiale. Elle s'imagine alors devenir scripte ou cadreuse.
À 13 ans, elle fait ses débuts de comédienne aux côtés de son père dans le film Kamikaze. Mais c'est au théâtre qu'elle se révèle en interprétant le personnage de Miranda dans La Tempête de Shakespeare, avec pour partenaire Kên Higelin, dans une mise en scène de Peter Brook.

### Carrière

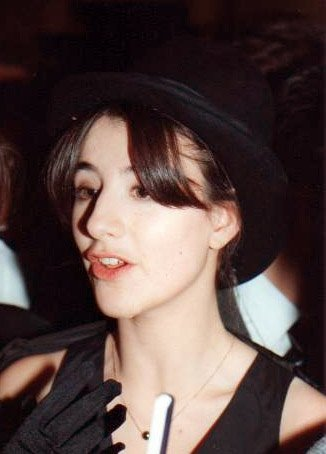
Romane Bohringer, lors de la des César, en 1993.

En 1992, Romane Bohringer est consacrée par le film Les Nuits fauves de et avec Cyril Collard, qui lui vaut le César du meilleur espoir féminin et le prix Georges de Beauregard. Depuis, elle apparaît au grand écran dans L'Accompagnatrice de Claude Miller, Mina Tannenbaum de Martine Dugowson (1994), Rimbaud Verlaine (Total Eclipse) d'Agnieszka Holland (1995), L'Appartement de Gilles Mimouni (1996).
En 2003, elle est dans Nos enfants chéris de Benoît Cohen.
En 2006, elle apparaît dans C'est beau une ville la nuit de son père Richard Bohringer, d'après son propre livre éponyme (1988).
En 2009, elle interprète son propre rôle dans le faux documentaire Le Bal des actrices de Maïwenn.
En 2017, pour France 3, elle incarne le rôle de la femme politique Arlette Laguiller dans Le Viol d'Alain Tasma, adapté du livre Et le viol devint un crime de Jean-Yves Le Naour et Catherine Valenti, sur l’affaire Tonglet-Castellano ayant lieu en 1974.
En 2018, elle présente son premier long métrage L'Amour flou, co-réalisé avec Philippe Rebbot, dont l'histoire est tirée de leur expérience personnelle: ayant en effet rompu amoureusement, le couple continue de vivre avec ses enfants, sous le même toit, mais dans deux espaces séparés.
En 2020, elle tient le rôle de Victoria Deshotel dans Ils étaient dix, mini-série adaptée du roman Ils étaient dix d'Agatha Christie (1939).

### Vie privée
En 2004, Romane Bohringer rencontre l'acteur et scénariste Philippe Rebbot sur le tournage du téléfilm Le Triporteur de Belleville où il est assistant régisseur adjoint. Le 26 décembre 2008, elle donne naissance à son premier enfant, une petite fille prénommée Rose, et le 2 août 2011, à un garçon Raoul.
Si le couple a rompu, les parents vivent avec leurs enfants sous le même toit, dans deux espaces séparés, un « sépartement », à Montreuil en Seine-Saint-Denis. Cette histoire leur inspire le film L'Amour flou (2018). La reconnaissance qui en découle leur permet de prolonger le film par une série de même titre en 2021.

### Engagements

#### Social

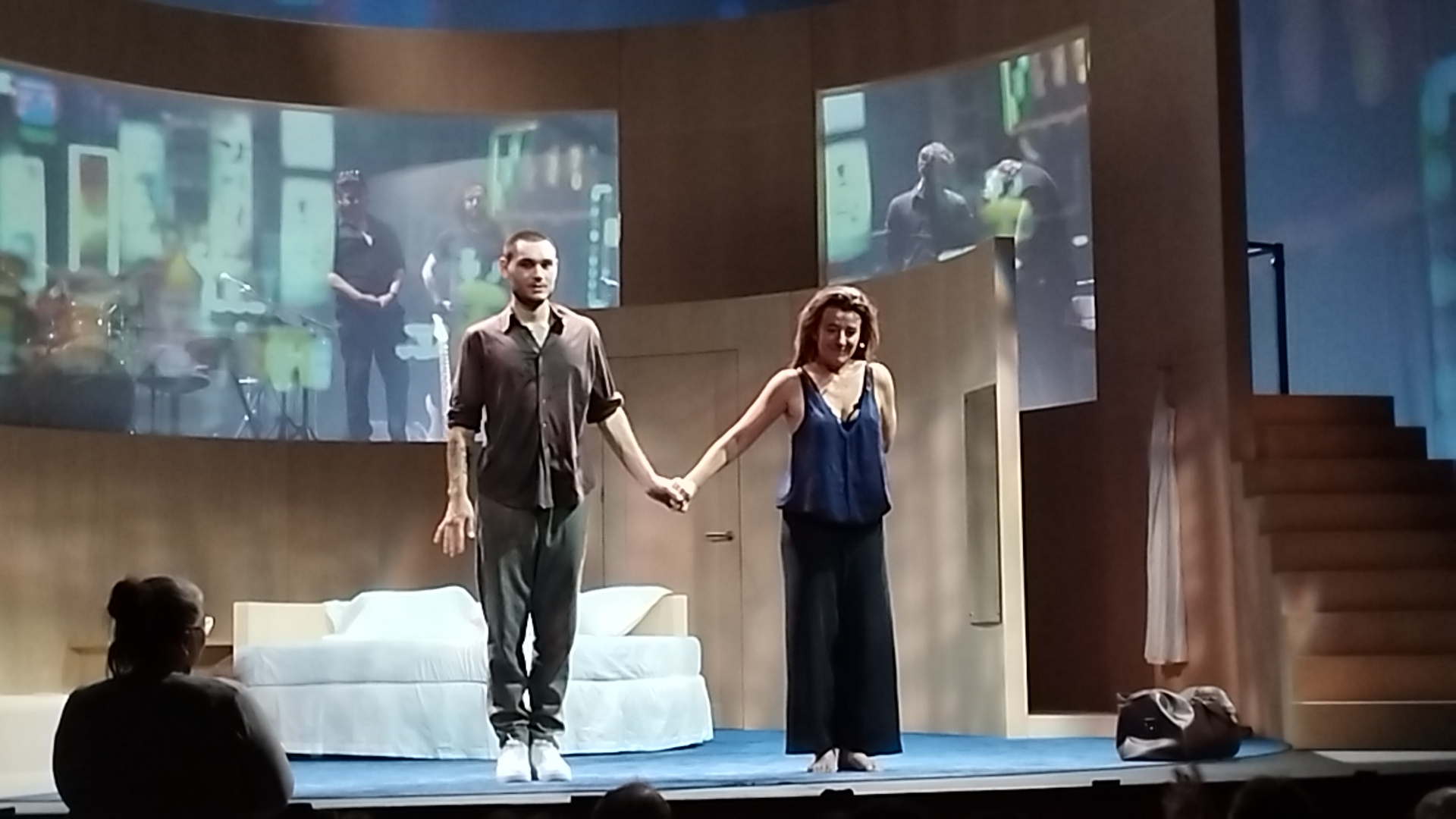
Romane Bohringer saluant le public sur la scène du Théâtre de l'Atelier après une représentation de la comédie musicale Le Bel Indifférent, en novembre 2023.

Elle a soutenu en 2023 le mouvement contre le projet sur les retraites par un texte s'adressant au chef de l’État pour demander le retrait immédiat du projet, considéré "injuste, inefficace, touchant plus durement les plus précaires et les femmes", en plus d'être rejeté "par l'immense majorité de la population, et même minoritaire à l'Assemblée nationale". Le texte met en avant le devoir de solidarité face à une réforme qui "va frapper plus durement ceux qui exercent les métiers les plus difficiles".
Le 19 décembre 2018, plus de 70 célébrités se mobilisent à l'appel de l'association Urgence Homophobie. Bohringer est l'une d'elles et apparaît dans le clip de la chanson De l'amour,,.

#### Politique
En avril 2022, elle est signataire d'une tribune appelant à voter pour Jean-Luc Mélenchon en vue de l'élection présidentielle française de 2022.

#### Culture
En 2012, lors de l'appel à projet organisé par La Collection de Canal +, Romane Bohringer et son père Richard Bohringer choisissent, parmi toutes les candidatures qui leur ont été adressées, le projet de Lou Bohringer, elle aussi fille de l'acteur, et n'ayant jamais tourné de films. Ce choix provoque un tollé auprès des participants, et des articles acerbes dans plusieurs médias,,.

## Filmographie

### Réalisatrice
- 2018 : L'Amour flou, coréalisé avec Philippe Rebbot
- 2025 : Dites-lui que je l'aime

### Actrice de cinéma

#### Longs métrages
- 1983 : La Bête noire de Patrick Chaput
- 1985 : Folie suisse de Christine Lipinska
- 1986 : Kamikaze de Didier Grousset : Julie
- 1991 : Ragazzi de Mama Keïta : Romane
- 1992 : Les Nuits fauves de Cyril Collard : Laura
- 1992 : L'Accompagnatrice de Claude Miller : Sophie Vasseur
- 1993 : À cause d'elle de Jean-Loup Hubert: Françoise Hervy
- 1994 : Mina Tannenbaum de Martine Dugowson : Mina Tannenbaum
- 1994 : Le Colonel Chabert d'Yves Angelo : Sophie, la femme de chambre
- 1995 : Les Cent et Une Nuits de Simon Cinéma d'Agnès Varda : la jeune fille en violet
- 1995 : Rimbaud Verlaine (Total Eclipse) d'Agnieszka Holland : Mathilde Mauté,
- 1996 : Portraits chinois de Martine Dugowson : Lise
- 1996 : L'Appartement de Gilles Mimouni : Alice
- 1997 : Le Ciel est à nous de Graham Guit : Juliette
- 1997 : La Femme de chambre du Titanic de Bigas Luna : Zoe
- 1998 : Quelque chose d'organique de Bertrand Bonello : Marguerite
- 1999 : Rembrandt de Charles Matton : Hendrickje Stoffels
- 1999 : Vigo, histoire d'une passion (Vigo) de Julien Temple : Lydu Lozinska
- 2000 : Le roi est vivant (The King Is Alive) de Kristian Levring : Catherine
- 2001 : He Died with a Felafel in His Hand de Richard Lowenstein : Anya
- 2001 : Le Petit Poucet d'Olivier Dahan : la mère de Poucet
- 2003 : Nos enfants chéris de Benoît Cohen : Constance
- 2005 : Déserts d'Éric Nivot
- 2005 : La Marche de l'empereur de Luc Jacquet : la narratrice
- 2006 : C'est beau une ville la nuit de Richard Bohringer : Romane
- 2006 : Lili et le Baobab de Chantal Richard : Lili
- 2006 : L'Éclaireur de Djibril Glissant : Nina
- 2006 : Qui m'aime me suive de Benoît Cohen : Anna
- 2009 : Le Bal des actrices de Maïwenn : elle-même
- 2012 : Renoir de Gilles Bourdos : Gabrielle Renard
- 2013 : Vic+Flo ont vu un ours de Denis Côté : Florence Richemont
- 2015 : Les Rois du monde de Laurent Laffargue : Marie-Jo
- 2015 : The Prosecutor, the Defender, the Father and His Son d'Iglika Triffonova : la procureure Catherine Lagrange
- 2016 : Ouragan, l'odyssée d'un vent de Cyril Barbançon, Andy Byatt et Jacqueline Farmer : la narratrice
- 2016 : Le Gang des Antillais de Jean-Claude Barny : Nicole
- 2018 : Un couteau dans le cœur de Yann Gonzalez : Cathy Vannier
- 2018 : Vaurien de Mehdi Senoussi : Max
- 2018 : L'Amour flou d'elle-même et Philippe Rebbot : elle-même
- 2020 : Une sirène à Paris de Mathias Malzieu : Milena la femme de Victor
- 2021 : L'Histoire de ma femme (The Story of my Wife) d'Ildikó Enyedi : Madame Lagrange
- 2023 : Petites de Julie Lerat-Gersant : Nadine
- 2023 : La Fille d'Albino Rodrigue de Christine Dory : Valérie
- 2023 : L'Amour et les Forêts de Valérie Donzelli : Delphine
- 2023 : Cléo, Melvil et Moi d'Arnaud Viard : Romane
- 2024 : Les Pistolets en plastique de Jean-Christophe Meurisse : Lucille
- 2025 : Dites-lui que je l'aime d'elle-même : Romane

#### Courts métrages
- 1998 : Il suffirait d'un pont de Solveig Dommartin : la jeune femme
- 2000 : En attendant de Serge Hazanavicius : Val
- 2003 : Les Baisers des autres de Carine Tardieu : la voix de Sandra
- 2004 : Les Cheveux de ma mère de Marie Halopeau : la mère
- 2005 : Test de Didier Rouget : Christelle
- 2008 : Blanche d'Éric Griffon du Bellay : Agnès
- 2008 : La Boîte à Pépé de Sami Zitouni
- 2013 : Putain de lune de Lou Bohringer : Rose
- 2014 : Planter les choux de Karine Blanc : Julie
- 2018 : Beautiful Loser de Maxime Roy : Hélène
- 2020 : Ayo Néné de Daouda Diakhaté : Patricia

### Actrice de télévision

#### Téléfilms
- 1999 : Anna en Corse de Carole Giacobbi : Anna
- 2000 : Deux femmes à Paris de Caroline Huppert : Maya Enriquet
- 2002 : Aurélien d'Arnaud Sélignac : Bérénice Morel
- 2009 : Blanche Maupas de Patrick Jamain[17] : Blanche Maupas
- 2010 : Contes et nouvelles du XIXe siècle : Aimé de son concierge d'Olivier Schatzky : Charlotte Durieux
- 2011 : Longue Peine de Christian Bonnet : Mireille Hartmann
- 2013 : Les Amis à vendre de Gaëtan Bevernaege : Odile Paugnont
- 2014 : Le Premier Été de Marion Sarraut : Catherine
- 2014 : 14-18, au-delà de la guerre d'Olivier Sarrazin (documentaire, voix off)
- 2015 : Pacte sacré de Marion Sarraut : Marie-Ange
- 2017 : Le Viol d'Alain Tasma : Arlette Laguiller
- 2019 : Huguette d'Antoine Garceau : Marion
- 2020 : Vulnérables d'Arnaud Sélignac : Cécile

#### Séries télévisées
- 2005 : Le Triporteur de Belleville: Marie Chabaud (mini-série, 2 épisodes)
- 2007-2008 : Nos enfants chéris  : Constance (6 épisodes)
- 2015 : En sortant de l'école (voix off, 7 épisodes)
- 2017 : Héroïnes : Céline Petit (mini-série, 3 épisodes)
- 2017 : Le Tueur du lac : Diane Varella (mini-série, 4 épisodes)
- 2020 : Ils étaient dix : Victoria Deshotel (mini-série, 5 épisodes)
- 2021 : L'Amour flou : Romane
- 2022 : Des gens bien ordinaires : Dominique (mini-série, 8 épisodes)
- 2024 : Capitaine Marleau, épisode À contre-courant de Josée Dayan : Florence
- 2026 : Le Rouge et le Noir de Gaël Morel : Marquise de La Mole

## Théâtre

### Comédienne
- 1991 : La Tempête de Shakespeare, mise en scène Peter Brook, Théâtre des Bouffes du Nord
- 1994 : Le Misanthrope de Molière, mise en scène Jacques Weber pour Canal+
- 1995 : Roméo et Juliette de Shakespeare, mise en scène Hans-Peter Cloos, Théâtre du Gymnase Marseille, Théâtre du Rond-Point
- 1997 : Lulu de Frank Wedekind, mise en scène Hans-Peter Cloos, Comédie de Saint-Étienne, Théâtre de Chaillot
- 2000 : La Ménagerie de verre de Tennessee Williams, mise en scène Irina Brook, Théâtre Vidy-Lausanne, Théâtre de l'Atelier
- 2002 : Hugo à deux voix avec Isabelle Carré, mise en scène Nicole Aubry, Théâtre de l'Atelier
- 2002 : Le Conte d'hiver de William Shakespeare, mise en scène Pierre Pradinas, Théâtre de la Piscine Châtenay-Malabry, Théâtre de l'Union, 2003 : Théâtre de la Tempête
- 2003 : La Bonne Âme du Se-Tchouan de Bertolt Brecht, mise en scène Irina Brook, Théâtre national de Chaillot
- 2005 : Fantômas revient de Gabor Rassov, mise en scène Pierre Pradinas, Théâtre de l'Union, Théâtre de l'Est parisien
- 2005 : Jeanne au bûcher d'Arthur Honegger, Orchestre philharmonique de Strasbourg
- 2007 : Face de cuillère de Lee Hall, mise en scène Michel Didym, Théâtre des Abbesses
- 2008 : L'Enfer de Gabor Rassov d'après la Divine Comédie de Dante, Théâtre de l'Union, Théâtre national de Nice
- 2009 : La Marche de Bernard-Marie Koltès, mise en scène Michel Didym, L'Intégrale Koltès Arsenal-Metz en scènes
- 2010-2011 : 29 degrés à l'ombre et Embrassons-nous, Folleville ! d'Eugène Labiche, mise en scène Pierre Pradinas, Théâtre de l'Union, Théâtre de la Croix-Rousse, tournée
- 2010 : Les Amis du placard de Gabor Rassov, mise en scène Pierre Pradinas, Pépinière Théâtre
- 2010 : Un Privé à Babylone de Richard Brautigan, mise en scène Philippe Rebbot, Théâtre du chêne noir-Avignon
- 2012 : Embrassons-nous, Folleville ! d'Eugène Labiche, mise en scène Pierre Pradinas, Pépinière Théâtre
- 2012-2015 : J'avais un beau ballon rouge de Angela Dematté, mise en scène Michel Didym, Théâtre de la Manufacture Théâtre du Rond-Point, Théâtre Liberté, tournée, Théâtre de l'Atelier
- 2013 : Mélodrame(s) de Gabor Rassov, mise en scène Pierre Pradinas, Pépinière Théâtre
- 2014-2015 : Oncle Vania d'Anton Tchekov, mise en scène Pierre Pradinas, Théâtre de l'Union, Théâtre du Jeu de Paume, tournée
- 2016 : Lampedusa Beach de Lina Prosa, mise en scène Irina Brook, Théâtre national de Nice puis théâtre de l'Atelier
- 2016-2017 : Terre Noire de Stefano Massini, mise en scène Irina Brook, Théâtre national de Nice, théâtre des Célestins, tournée
- 2016-2017 : La Cantatrice chauve de Eugène Ionesco, mise en scène Pierre Pradinas, Centre national de création d'Orléans, tournée
- 2017 : Les Evènements de David Greig, mise en scène Ramin Gray, tournée, théâtre des Célestins
- 2018 : L'Occupation d'Annie Ernaux, mise en scène Pierre Pradinas, Scène nationale d'Annecy, La Coursive de La Rochelle puis théâtre de l'Oeuvre
- 2019 : L'Homme de rien de Marion Aubert, mise en scène Éric Petitjean, tournée
- 2022 : Mon pays, ma peau de Antjie Krog, mise en scène Lisa Schuster, théâtre du Lucernaire
- 2022 : L'Occupation d'Annie Ernaux, mise en scène Pierre Pradinas, Théâtre des Halles (Festival off d'Avignon)
- 2022 : Respire de Sophie Maurer, mise en scène Panchika Velez, Théâtre de La Scala (Paris)
- 2023 : Le Bel indifférent de Jean Cocteau, mise en scène Christophe Perton, Théâtre de l'Atelier, Paris

### Metteuse en scène
- 2001 : Les Sept Jours de Simon de Carole Fréchette, Théâtre d'Edgar, Paris
- 2023 : Quinze Rounds de Richard Bohringer, Théâtre de l'Atelier, Paris

## Musique
- 1994 : participation au spectacle des Enfoirés intitulé Les Enfoirés au Grand Rex.
- 1996 : enregistrement d’un single intitulé D'une rive à l'autre avec Jacno.
- 2009 : interprétation de la chanson Mille et une femmes composée par Holden dans le film Le Bal des actrices.

## Distinctions

### Récompenses
- 1992 : prix Beauregard pour Les Nuits fauves.
- 1992 : prix de la meilleure actrice au Festival de Béziers pour L'Accompagnatrice.
- 1993 : César du meilleur espoir féminin pour Les Nuits fauves.
- 2013 : Palmarès du théâtre : Coup de cœur théâtre public pour J'avais un beau ballon rouge.

### Nominations
- 2007 : Trophées des Femmes en Or dans la catégorie Cinéma.
- 2017 : Molière de la comédienne dans un spectacle de théâtre public pour La Cantatrice chauve.
- 2024 : Trophée de la comédie musicale de la meilleure interprétation féminine pour Le Bel Indifférent.

### Jury de festival
- 2005 : jurée au Festival du cinéma américain de Deauville